# Luty 2009

## 28 lutego 2009
- Justyna Kowalczyk zdobyła swój drugi złoty medal na Mistrzostwach Świata w Narciarstwie Klasycznym w Libercu[1].
- Lech Kaczyński oraz Wiktor Juszczenko wzięli udział w uroczystości 65. rocznicy mordu w Hucie Pieniackiej[2].

## 25 lutego 2009
- W Bangladeszu rozpoczął się bunt żołnierzy oddziałów ochrony pogranicza[3].
- Co najmniej 9 osób zginęło w katastrofie lotu Turkish Airlines 1951 w Amsterdamie[4].

## 23 lutego 2009
- Film Slumdog. Milioner z ulicy w reżyserii Danny'ego Boyle'a zdobył 8 Oscarów, wręczonych podczas gali w Hollywood[5].

## 21 lutego 2009
- Justyna Kowalczyk wywalczyła złoty medal narciarskich mistrzostw świata w czeskim Libercu w biegu łączonym – 7,5 km techniką klasyczną + 7,5 km techniką dowolną.
- Po fali protestów Ivars Godmanis zrezygnował ze stanowiska premiera Łotwy[6].

## 15 lutego 2009
- W Wenezueli odbyło się referendum w sprawie zmiany konstytucji[7].

## 12 lutego 2009
- 49 osób zostało zabitych po uderzeniu samolotu w dom mieszkalny w okolicy Buffalo[8].
- Jagiellonia Białystok jest kolejnym klubem ukaranym degradacją za korupcję w polskim futbolu. Kara zostanie wykonana z początkiem sezonu 2009/2010.[9]

## 11 lutego 2009
- W Izraelu odbyły się przedterminowe wybory parlamentarne, w których najwięcej głosów zdobyły partie Kadima i Likud[10].
- Morgan Tsvangirai objął urząd premiera Zimbabwe[11].

## 8 lutego 2009
- W wyniku pożarów buszu w Australii zginęło co najmniej 181 osób[12].

## 7 lutego 2009
- Co najmniej 23 osoby zginęły w demonstracji przeciwko prezydentowi Madagaskaru, Marcowi Ravalomananie[13].

## 5 lutego 2009
- W Kolumbii odkryto szczątki Titanoboa – największego węża na świecie[14].

## 4 lutego 2009
- Teleskop COROT wykrył planetę COROT-7 b, najmniejszą z dotychczas odkrytych planet poza Układem Słonecznym[15].

## 2 lutego 2009
- Po raz pierwszy w historii Iran wyniósł w przestrzeń kosmiczną własnymi siłami satelitę o nazwie Omid[16].

## 1 lutego 2009
- Nowym premierem Islandii została Jóhanna Sigurðardóttir[17].
- Reprezentacja Polski zdobyła brązowy medal w Mistrzostwach Świata w Piłce Ręcznej Mężczyzn w Chorwacji, wygrywając z Danią 31:23[18].
- W Soborze Chrystusa Zbawiciela w Moskwie odbyła się intronizacja nowego patriarchy Moskwy i Wszechrusi Cyryla[19].